# نرسيس بدروس التاسع عشر
مار نرسيس بدروس التاسع عشر هو بطريرك كيليكيا للارمن الكاثوليك٬ ولد في القاهرة في مصر سنة 1940 من والدين تقيين أصلهما من ماردين وهو الخامس من بين أولادهما الثمانية٬ درس الإبتدائية والثانوية في معاهد أخوة المدارس المسيحية في القاهرة ثم انتسب إلى المعهد الحبري اللاوني الأرمني في روما سنة 1958 حيث أتم دراسته الفلسفية واللاهوتية في الجامعة البابوية الغريغورية٬ سيم كاهنا في 15 آب 1965 في القاهرة على يد المطران رافائيل بايان٬ خدم في رعية كاتدرائية البشارة للأرمن الكاثوليك في القاهرة من سنة 1965 إلى 1968 مع الأب جان كسباريان٬ عين كاهن رعية القديسة تريز بمصر الجديدة في القاهرة من العام 1968 إلى ٬ حيث اهتم بتشجيع وإرشاد مختلف الأنشطة الدينية٬ نال درجة الأسقفية في 18 شباط 1990 على يد غبطة البطريرك يوحنا بطرس الثامن عشر وأصبح مطران أبرشية الإسكندرية لمصر والسودان.

## المناصب
- عضو في اللجنة الأسقفية لإدارة شؤون البطريركية (1993-1996)
- رئيس لجنة الدعوات الكهنوتية (1993-1996)
- الأمين العام في المجلس الراعوي الكاثوليكي (1992-1997)
- عضو السينودس الدائم (1994-حتى انتخابه بطريركا)

## زياراتة إلى البلدان
| الدولة          | التاريخ           | ملاحظات                                |
| --------------- | ----------------- | -------------------------------------- |
| مصر             | شباط 2000         | بمشاركة قداسة البابا يوحنا بولس الثاني |
| الأردن          | آذار 2000         | بمشاركة قداسة البابا يوحنا بولس الثاني |
| فرنسا           | أيار 2001         | زيارات رعوية                           |
| السويد          | أيار 2001         | زيارات رعوية                           |
| سوريا           | أيار 2001         | بمشاركة قداسة البابا يوحنا بولس الثاني |
| أرمينيا         | أيلول 2001        | بمشاركة قداسة البابا يوحنا بولس الثاني |
| أستراليا        | حزيران 2001       | زيارات رعوية                           |
| بولندا          | حزيران 2001       | زيارات رعوية                           |
| أوكرانيا        | تشرين الأول 2011  | زيارات رعوية                           |
| إيران           | شباط 2003         | زيارات رعوية                           |
| سوريا           | آب 2003           | زيارات رعوية                           |
| إيران           | تشرين الثاني 2004 | زيارات رعوية                           |
| مصر             | كانون الأول 2003  | زيارات رعوية                           |
| أستراليا        | اذار 2004         | زيارات رعوية - سيدني                   |
| سوريا           | أيار 2004         | زيارات رعوية - حلب                     |
| إسرائيل         | أيلول 2005        | زيارات رعوية - اورشليم                 |
| أمريكا الجنوبية | تشرين أول 2005    | زيارات رعوية                           |

## وفاته
غيب الموت المثلث الرحمات كاثوليكوس كيليكيا للأرمن الكاثوليك نرسيس بدروس التاسع عشر عن عمر يناهز 75 عاماً اثر تعرضة إلى أزمة قلبية حادة في صباح يوم الخميس 25 حزيران 2015٬ حيث نعى المطران كريكور اغسطينوس كوسا وفاة الكاثوليكوس البطريرك نرسيس بدروس التاسع عشر الذي انتقل إلى الاخدار السماوية٬ وأعلنت بطريركية الأرمن الكاثوليك بمصر في بيان أن المطران راعى إيبارشية الإسكندرية للأرمن الكاثوليك سيقيم قداس وجناز لراحة نفس البطريرك يوم صباح الأحد المقبل بكنيسة سانت تريزا بمصر الجديدة، وبعد القداس يقبل التعازي بقاعة الكنيسة.

### رسائل التعزية
| نرسيس بدروس التاسع عشر                                      | أصحاب السيادة مطارنة وأساقفة الكنيسة الأرمنية الكاثوليكية الجزيل احترامهم. بحزن عميق أرضي وبعزاء كبير قيامي تلقينا نبأ رقاد صاحب الغبطة المثلث الرحمات كاثوليكوس كيليكيا للأرمن الكاثوليك نرسيس بدروس التاسع عشر الكلي الطوبى. إن الكنيسة الأرمنية تفتقد اليوم أحد كبار رعاتها الذي خدم مؤمنيها أكثر من خمسين عاما بكل إخلاص وأمانة وتضحية وساهم في انفتاحها على الآخر. باسمنا واسم إخوتنا مطارنة وأساقفة كنيسة أنطاكية وسائر المشرق للروم الأرثوذكس وباسم مؤمنيها في الوطن والانتشار، أتقدم من إخوتنا في الكنيسة الأرمنية الكاثوليكية إكليروسا وشعبا بالتعازي القلبية سائلا الرب القدير أن يُسكن غبطته حيث يلتمع نور وجهه الإلهي وأن يواسي مؤمني الكنيسة الأرمنية الكاثوليكية برحيل فقيدها الكبير. المسيح قام! حقا قام!". | نرسيس بدروس التاسع عشر |
| — بطريرك أنطاكية وسائر المشرق للروم الأرثوذكس يوحنا العاشر، | |                        |

| نرسيس بدروس التاسع عشر                                  | أصحاب السيادة أعضاء السينودس المقدس لكنيسة الارمن الكاثوليك٬ محبة وسلام في ربنا يسوع المسيح، القائم من بين الأموات، على رجاء القيامة، باسم الكنيسة القبطية الكاثوليكية وباسمى شخصيًا، نشارك نيافتكم والكنيسة الارمنية الصلاة لراحة نفس طيب الذكر ومثلث الرحمات البطريرك نرسيس بدروس التاسع عشر، بطريرك الارمن الكاثوليك". | نرسيس بدروس التاسع عشر |
| — الوكيل البطريركي للكنيسة الكاثوليكية الأب هاني باخوم، | |                        |